# Сандоминик (Харгита)
Сандоминик (рум. Sândominic) насеље је у Румунији у округу Харгита у општини Сандоминик. Oпштина се налази на надморској висини од 767 m.

## Становништво
Према подацима из 2002. године у насељу је живело 6401 становника.

### Попис2002.
| Расподела становништва по националности 2002.‍ | Расподела становништва по националности 2002.‍ | Расподела становништва по националности 2002.‍ | Расподела становништва по националности 2002.‍ | Расподела становништва по националности 2002.‍ |
| --------------------------------------------- | --------------------------------------------- | --------------------------------------------- | --------------------------------------------- | --------------------------------------------- |
|                                               |                                               |                                               |                                               |                                               |
| Румуни                                        | Румуни                                        |                                               | 29                                            | 0,5%                                          |
| Мађари                                        | Мађари                                        |                                               | 6.297                                         | 98,4%                                         |
| Роми                                          | Роми                                          |                                               | 74                                            | 1,2%                                          |